# Robert de Brus, Earl of Carrick

Wappen von Robert de Brus, Earl of Carrick

Robert de Brus, Earl of Carrick, Lord of Annandale (auch Robert VI de Brus oder Robert de Bruce) (* 1243 in Writtle; † zwischen 29. März und 4. April 1304) war ein englisch-schottischer Magnat.

## Herkunft und Jugend
Robert de Brus entstammte der ursprünglich anglonormannischen Familie Brus. Die Familie besaß mit Annandale eine Baronie in Schottland, aber auch mehrere Güter in der englischen Honour of Huntingdon sowie Writtle und Hatfield Broadoak in Essex. Robert war der älteste Sohn seines gleichnamigen Vaters Robert de Brus und von dessen Frau Isabel de Clare. Er wurde wahrscheinlich in Writtle geboren. Während des Zweiten Kriegs der Barone unterstützte sein Vater den englischen König Heinrich III. im Kampf gegen die rebellierenden Barone. Brus blieb dagegen in Schottland und löste 1264 seinen in der Schlacht von Lewes in Gefangenschaft geratenen Vater gegen ein Lösegeld aus. Nach dem Sieg der königlichen Partei in dem Bürgerkrieg konnte Brus vor 1268 zusammen mit seinem Vater Besitzungen von den besiegten Rebellen erwerben. 1270 erklärte er noch, dass er an dem Kreuzzug des Thronfolgers Eduard teilnehmen wolle, doch er brach nicht mit nach Palästina auf, sondern war 1271 noch in England. Daraufhin brach sein Vater 1271 an seiner Stelle nach Palästina auf.

## Aufstieg zum Earl of Carrick

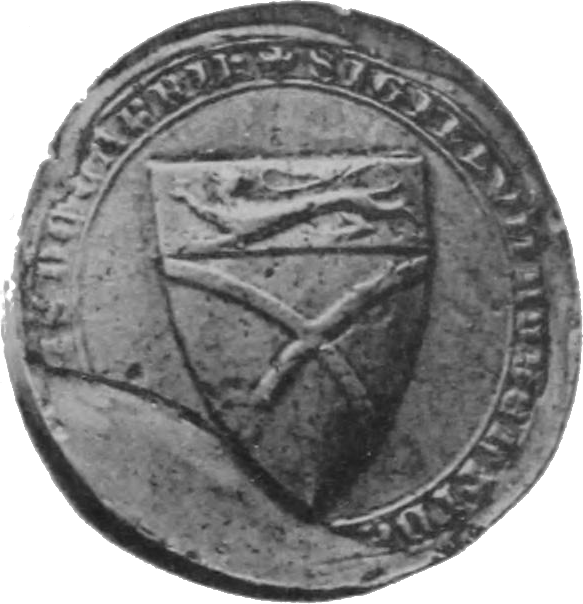
Siegel von Robert de Brus, Earl of Carrick

Vermutlich um 1272, während der Abwesenheit seines Vaters heiratete Brus die verwitwete schottische Adlige Marjorie, Countess of Carrick. Angeblich soll er sie während der Jagd getroffen haben, worauf sie ihn nach Turnberry Castle einlud. Die Heirat der beiden erfolgte offenbar ohne Erlaubnis des schottischen Königs Alexander III., der darüber erzürnt war und kurzzeitig die Besitzungen von Marjorie für beschlagnahmt erklärte. Schließlich billigte der König die Heirat gegen Zahlung einer hohen Strafe. Durch das Recht seiner Frau wurde Brus durch die Heirat Earl of Carrick. 1278 nahm Robert an dem englischen Parlament in Westminster teil, wo er als Vertreter für Alexander III. dem englischen König Eduard I. für die englischen Besitzungen des schottischen Königs die Treue schwor. Nachdem Alexander III. ohne überlebende Nachkommen gestorben war, wurde fälschlicherweise versucht, diesen Treueschwur als Hommage des schottischen Königs gegenüber dem englischen König darzustellen, um so eine englische Oberhoheit über Schottland zu begründen. Daneben diente Brus auch weiter dem englischen König und nahm 1277 und von 1282 bis 1283 an den Feldzügen zur Eroberung von Wales teil.

## Rolle während des Schottischen Thronfolgestreits

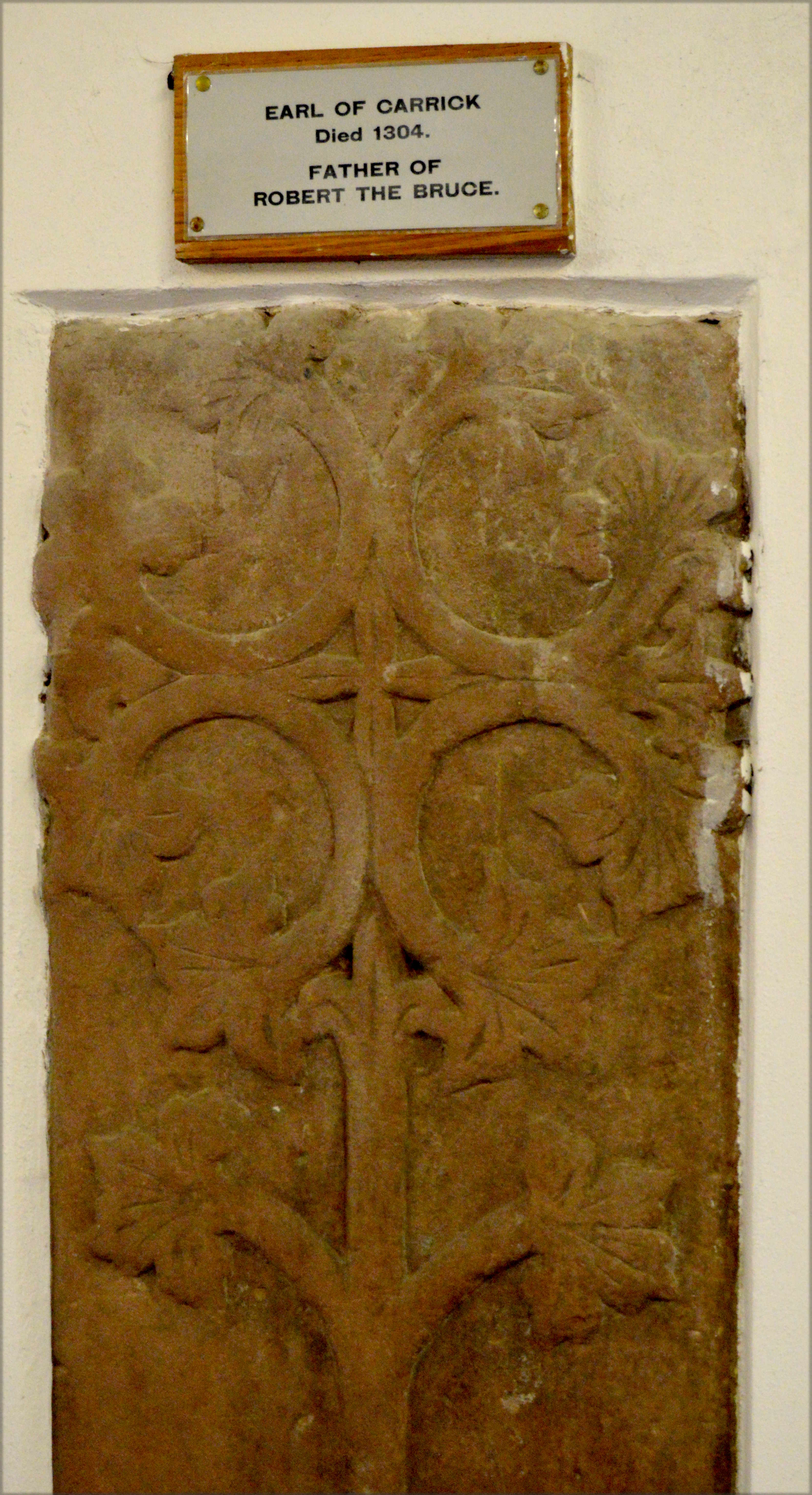
Grabstein von Robert de Brus aus der ehemaligen Abteikirche von Holmcultram Abbey

1281 gehörte Brus der sechzehnköpfigen schottischen Gesandtschaft zu Graf Guido von Flandern an, die eine Heirat des schottischen Thronfolgers Alexander mit einer Tochter des Grafen vereinbaren sollte. Der junge Alexander starb jedoch bereits Anfang 1284, worauf Brus die norwegische Königstochter Margarete, die einzige Enkelin von Alexander III. als neue schottische Thronfolgerin anerkannte. 1286 nahm er jedoch an dem Treffen einer Gruppe von Baronen in Turnberry Castle teil, wo sie vermutlich den Thronanspruch seines Vaters anerkannten. In der Folge unterstützte auch Brus den Thronfolgeanspruch seines Vaters, den dieser bis 1287 zunächst mit Gewalt durchsetzen wollte. Durch Vermittlung durch andere Adlige konnte dann jedoch der Frieden in Schottland wieder hergestellt werden und Brus unterstützte daraufhin die Thronfolge von Margarete von Norwegen. 1290 gehörte er zu den schottischen Adligen, die den Vertrag von Birgham bezeugten, in dem eine Ehe von Margarete mit dem englischen Thronfolger Eduard vereinbart wurde. Nachdem Margarete aber auf der Überfahrt nach Schottland gestorben war, unterstützte Brus wieder den Thronfolgeanspruch seines Vaters. Wie sein Vater schwor er am 13. Juni 1291 dem englischen König als Oberherrn von Schottland die Treue, und am 14. Juni 1292 bezeugte er die Einigung, die sein Vater mit Graf Florens von Holland, einem weiteren Thronanwärter geschlossen hatte. Anschließend verhandelte Brus mit König Erik II. von Norwegen, der nun seine Tochter Isabella heiraten wollte. Er begleitete seine Tochter, als diese am 28. September 1292 nach Norwegen aufbrach. Er kehrte aber offenbar vor der Heirat von Isabella im Frühjahr 1293 nach Schottland zurück. Als in dem Thronfolgestreit 1292 zuungunsten seines Vaters entschieden wurde, überließ ihm dieser seinen Anspruch auf den Thron. Brus überließ seinerseits seinen Anspruch auf den Titel Earl of Carrick seinem ältesten Sohn Robert. Er selbst zog sich auf seine englischen Besitzungen zurück. Diese Übertragungen wurden später auf die Zeit zwischen dem 7. und 9. November 1292 vordatiert, so dass er keine Besitzungen in Schottland hatte, als John Balliol zum neuen schottischen König gekrönt worden war. Deshalb musste er Balliol nicht huldigen und konnte so seinen Thronanspruch aufrecht halten. Die Übertragung von Carrick wurde im August 1293 ein schottisches Parlament in Stirling bestätigt.

## Rolle während des Schottischen Unabhängigkeitskriegs
Nach dem Tod seines Vaters 1295 erbte Brus Annandale in Schottland. Dabei versuchte er, seiner Stiefmutter Christian Ireby das ihr zustehende Wittum zu verweigern, da er die zweite Ehe seines Vaters für unrechtmäßig hielt. Brus weigerte sich offenbar auch weiterhin, dem schottischen König für diesen Besitz zu huldigen. Im Winter von 1295 bis 1296, als es zu Spannungen zwischen England und Schottland kam, weigerte sich Brus auch, dem Aufruf des Königs zur Heerfolge zu folgen. Daraufhin erklärte John Balliol das Lehen Annandale für verwirkt und vergab es an John Comyn. Comyn konnte Annandale aber offenbar nicht in Besitz nehmen, denn 1297 und in den Folgejahren war Brus mit Sicherheit im Besitz der Herrschaft. In England berief ihn Eduard I. am 24. Juni 1295 per Writ of Summons ins englische Parlament ein und erhob ihn damit zum erblichen Baron Bruce (of Annandale). Zudem übertrug ihm Eduard I. am 6. Oktober 1295 das Kommando über Carlisle Castle. Als der englische König im Frühjahr 1296 seine Oberherrschaft in Schottland militärisch durchsetzen wollte, standen sowohl Brus wie auch sein Sohn Robert auf englischer Seite. Brus verteidigte im März 1296 Carlisle gegen einen Angriff einer von mehreren schottischen Earls geführten Streitmacht, dann schloss er sich dem englischen Heer an, das in Schottland einfiel. Er nahm an der Schlacht bei Dunbar teil, und nach dem englischen Sieg soll er Eduard I. gebeten haben, sein Versprechen zu erfüllen und ihm das Königreich Schottland zu übergeben. Der König soll ihn daraufhin barsch zurechtgewiesen und ihn gefragt haben, ob er nicht besseres zu tun hätte, als für ihn Königreiche zu erobern. Diese ablehnende Antwort soll Brus bewogen haben, das englische Heer zu verlassen, zurück nach England zu gehen und nie wieder nach Schottland zurückzukehren. Nach anderen Angaben soll er 1298 auf englischer Seite in der Schlacht von Falkirk gekämpft haben. In der Schlacht sollen Truppen unter seiner Führung das schottische Heer in der Flanke angegriffen und so den englischen Sieg gesichert haben. Tatsächlich könnte Brus an der Schlacht teilgenommen haben, während sein Sohn Robert mit Sicherheit nicht dem englischen Heer angehört hatte. An dem Feldzügen des englischen Königs im Krieg mit Frankreich nahm Brus dagegen nicht teil. Offenbar hatte er sich nach Writtle zurückgezogen, während sein ältester Sohn zu einem der führenden Gegner der englischen Herrschaft in Schottland geworden war. Erst als sich im Februar 1304 fast alle schottischen Führer dem englischen König unterworfen hatten, wollte Brus nach Annandale zurückkehren. Er starb aber kurz nach Ostern auf dem Weg dorthin und wurde in Holmcultram Abbey in Cumberland beigesetzt.

## Ehen und Nachkommen
Brus hatte mit seiner Frau Marjorie mindestens fünf Söhne und fünf Töchter:
- Robert the Bruce
- Neil Brus
- Edward Bruce, Earl of Carrick
- Alexander Brus, Dekan von Glasgow
- Thomas Brus
- Tochter ⚭ Gartnait, 7. Earl of Mar
- Isabella Bruce ⚭ Erik II. von Norwegen
- Mary Brus, ⚭ (1) Sir Neil Campbell, ⚭ (2) Sir Alexander Fraser
- Christian Brus, ⚭ (1) ⚭ Sir Christopher Seton, ⚭ (2) Sir Andrew Moray
- Maud Bruce ⚭ Hugh Ross, Earl of Ross

Brus hatte dazu eine weitere Tochter, Margaret, die wahrscheinlich ein uneheliches Kind war. Marjory starb vor 1293. Nach ihrem Tod heiratete Brus in zweiter Ehe Eleanor, deren Herkunft unbekannt ist. Sein Erbe wurde sein ältester Sohn Robert, der damit auch den Anspruch auf den schottischen Thron erbte.

## Bewertung
Robert de Brus stand im Schatten seines Vaters, der trotz seines fortgeschrittenen Alters auf seinem Thronanspruch bestand, und seines Sohns, der sich 1306 kühn zum König der Schotten krönen ließ. Er wird sogar als feige und rückgratlos bewertet, wobei ihm besonders vorgeworfen wird, 1296 die Zurückweisung durch den englischen König hingenommen zu haben.